# Tres-Marias-Hirschmaus
Die Tres-Marias-Hirschmaus (Peromyscus madrensis) ist eine Art der Weißfußmäuse, die auf den zu Mexiko gehörenden Marias-Inseln endemisch ist.

## Aussehen
Da die Tres-Marias-Hirschmaus die einzige Art ihrer Gattung auf den Marias-Inseln ist, kann sie dort nicht mit anderen Arten verwechselt werden.
Das Fell ist an der Rückenseite gelbbraun gefärbt, an der Bauchseite weiß. Auf dem hinteren Teil des Rückens verläuft ein dunkles Band, das sich allerdings nur wenig von der Grundfarbe abhebt. Auf der Brust gibt es oft, aber nicht immer, einen rosafarbenen Fleck. Der Schwanz ist in den vorderen zwei Dritteln zweifarbig: an der Oberseite dunkelbraun, an der Unterseite hellbraun; auch dieser Farbunterschied ist aber undeutlich. Im letzten Drittel ist er einfarbig dunkelbraun.
Die Kopf-Rumpf-Länge beträgt 20 bis 25 cm, der Schwanz ist 10 bis 13 cm lang.

## Verbreitung
Die Tres-Marias-Hirschmaus lebt auf allen vier Inseln der Marias-Inseln: María Madre, Isla María Magdalena, María Cleofas und San Juanito. Auf María Madre, der einzigen bewohnten der vier Inseln, wurde sie von der häufigen Hausratte in die Laubwälder im hügeligen Inneren der Insel verdrängt. Auf María Cleofas, wo es keine Ratten gibt, ist die Art überaus häufig und lebt in allen möglichen Habitaten, von den Wäldern bis zur Küste. Auf María Magdalena wurde die Tres-Marias-Hirschmaus nach Einschleppung der Hausratte nicht mehr gesehen. Auf der kleinen Insel San Juanito soll sie sehr häufig sein.
Die Tres-Marias-Hirschmaus kam vermutlich im Pleistozän auf die Inseln. Einer Theorie zufolge waren die Inseln mit dem Festland verbunden und wurden erst durch die Polkappenschmelze nach der letzten Eiszeit von Mexiko getrennt. Eine andere Theorie geht davon aus, dass die Mäuse auf Treibgut die Inseln erreichten.

## Systematik
Als nächste Verwandte der Tres-Marias-Hirschmaus werden Peromyscus simulus und Peromyscus boylii vermutet. Lange wurde sie als Unterart von boylii eingestuft und erst 1977 auf Artebene angehoben.
Unterarten werden nicht unterschieden. Allerdings wurde festgestellt, dass die Exemplare auf María Cleofas im Schnitt größer sind als auf María Madre.

## Verhältnis zum Menschen
Früher war die Tres-Marias-Hirschmaus auf allen vier Inseln sehr häufig. Die Einschleppung von Ratten hat die Mäuse vielerorts in unzugängliche Regionen abgedrängt. Ebenfalls eingeschleppte Hirsche und Ziegen haben die Vegetation verändert und sind vielleicht ebenfalls für den Bestandsrückgang verantwortlich. Die IUCN stuft die Art als gefährdet ein.